# Örsjöstenen
Örsjöstenen (DR 276) er en runesten i Lynids Herred i Skåne. Indskriften er dateret til vikingetiden.
Indkriften lyder:
Tumi reisti stein þenna eptir Húnvið, bróður sinn, harða góðan dreng.
55°27′56″N 13°33′56″Ø / 55.4656°N 13.5656°Ø